# Ingen forbryder går fri
Ingen forbryder går fri (originaltitel The Doorway to Hell) er en amerikansk kriminalfilm fra 1930.
Filmen havde Lew Ayres i hovedrollen. Rowland Brown blev nomineret til en Oscar for bedste historie.

## Handling
Louie (Lew Ayres) er en ung bandeleder i Chicago, der er så succesfuld at han ender som boss for hele byens underverden. Han møder pigen Doris (Dorothy Mathews) og bliver med det samme forelsket i hende.
Det viser sig dog at Doris er en gold-digger, som er hemmeligt forelsket i Louies bror Mileaway (James Cagney). Louie ender med at gifte sig med Doris, som bliver bed med at være ham utro. Med tiden bliver Louie træt af livet som gangster og forsøger at følge loven.
Selvom hans venner i underverden fraråder ham det, køber Louie et hus på landet i Florida og tager sin hustru med sig. Mileaway bliver tilbage som leder af gangsterne og på grund af hans uduelighed, bliver tingene hurtigt kaotiske.
Louies venner bønfalder ham for at komme tilbage, men han ignorere dem og bruger sin tid på landet til at skrive sin selvbiografi.
For at tvinge Louie tilbage, kidnapper nogle af gangsterne hans yngre bror Jackie (Leon Janney). Jackie bliver dog ved et uheld dræbt af en lastbil.
For at hævne sig på de mænd der dræbte hans bror, vender Louie tilbage til byen.

## Eksterne Henvisninger
- Ingen forbryder går fri på Internet Movie Database (engelsk)
- Ingen forbryder går fri på AlloCiné (fransk)
- Ingen forbryder går fri på MovieMeter (nederlandsk)
- Ingen forbryder går fri på AllMovie (engelsk)
- Ingen forbryder går fri hos American Film Institute (engelsk)
- Ingen forbryder går fri på Turner Classic Movies (engelsk)
- Ingen forbryder går fri på The Movie Database (engelsk)
- Ingen forbryder går fri på Rotten Tomatoes (engelsk)